# Ян Клята
Ян Клята (нар. 28 березня 1973 року у Варшаві) – польський театральний режисер, драматург, керівник Національного старого театру ім. Гелени Моджеєвської в Кракові» у Варшаві у 2013–2017 роках. У лютому 2025 року його було номіновано на посаду директора Національного театру у Варшаві. Старший брат Войцеха Кляти.

## Життєпис
1986 року, коли йому було 12 років, він надіслав п'єсу «Зелений слон» на драматичний конкурс Вроцлавського сучасного театру, яку потім опублікував щомісячник «Dialog» і поставив Театр ім. Станіслава Ігнація Віткевича в Закопаному.
1992 року закінчив Другу загальноосвітню середню школу ім. Стефана Баторія у Варшаві. У шкільні роки був стипендіатом Національного дитячого фонду. Упродовж двох років навчався на факультеті режисури Державної вищої театральної школи у Варшаві, а на третьому курсі продовжив навчання на факультеті драматичної режисури Державної вищої театральної школи у Кракові, де співпрацював із Кристіаном Лупою, Єжи Гжегожевським та Єжи Яроцьким.
Після закінчення навчання виконував різні роботи, не завжди пов'язані з театром. Серед іншого був копірайтером, музичним журналістом та режисером ток-шоу на TV Puls. На знімальному майданчику фільму «Мати моєї матері» (1996) співпрацював з режисером Робертом Ґлінським.
Першою незалежною театральною постановкою Кляти стала п'єса «Ревізор» Миколи Гоголя у Драматичному театрі. Єжи Шанявського у Валбжиху (2003). Через місяць у Польському театрі у Вроцлаві він поставив власну п'єсу «Посмішка грейпфрута» (пол. Uśmiech grejpruta), яку раніше презентував у формі майстер-класів під час Вроцлавського форуму сучасної драматургії Eurodrama 2002 року
У грудні 2005 року у Варшаві відбувся «Klata Fest» – огляд вистав Кляти.
У 2013–2017 роках був директором Національного старого театру ім. Гелени Моджеєвської у Кракові.

## Прем'єри вибраних вистав
- 9 січня 2004 року: Ватиканські підземелля за Андре Жідом – Сучасний театр у Вроцлаві ;
- 2 липня 2004 року: H за мотивами Гамлета Вільяма Шекспіра – Театр Вибжеже у Гданську;
- 18 грудня 2004 року: ... «Донька Фіздейки» за мотивами драми Віткація «Янулька, донька Фіздейки» у Театрі ім. Єжи Шанявського у Валбжиху ;
- 23 квітня 2005 року: «Механічний апельсин» за мотивами роману «Механічний апельсин» Ентоні Берджесса, Вроцлавський сучасний театр у співпраці з Вроцлавським театром пантоміми;
- 16 жовтня 2005: Fanta$y за мотивами драми «Фантазія» Юліуша Словацького – у Гданську;
- 14 січня 2006 року: «Три стигмати Палмера Елдрітча» за романом Філіпа К. Діка – Національний старий театр. ім. Гелени Моджеєвської у Кракові;
- 1 серпня 2007 року: Тріумф Волі – вистава з нагоди 63-ї річниці початку Варшавського повстання – Музей Варшавського повстання;
- 29 березня 2008: «Справа Дантона» Станіслави Пшибишевської – польський театр у Вроцлаві;
- 1 жовтня 2011 р.: Копрофаги, або Ненависні, але незамінні. За мотивами роману «Таємний агент» та «Під поглядом Заходу» Джозефа Конрада – Старий Народний театр у Любліні м. Гелени Моджеєвської у Кракові ;
- 18 квітня 2016 р.: «Макбет» Вільяма Шекспіра – Московський академічний художній театр МХАТ[6][7].
- 12 квітня 2017: Весілля Станіслава Виспянського – Старий Театр у Кракові[8]
- 26 вересня 2020 року: «Лазар» Девіда Боуї – музичний театр «Капітолій»[9]
- 28 вересня 2024 року: «Ромео і Джульєтта» Вільяма Шекспіра – Музичний театр «Капітолій»[10]

## Нагороди
- 1986: Вроцлав – конкурс драматургії Вроцлавського сучасного театру  та журналу «Діалог» – нагорода за п’єсу «Зелений слон»;
- 2001: Вроцлав – конкурс драматургії Польського театру у Вроцлаві та журналу «Діалог» – відзнака за драму «Усмішка грейпфрута»;
- 2004: Цешин – XV Міжнародний театральний фестиваль «Без кордонів» – головна нагорода «Зламаний шлагбаум» за виставу «Ревізор» Миколи Гоголя в Драматичному театрі ім. Єжи Шанявського у Валбжиху;
- 2004: нагорода в галузі режисури за спробу виробити власну театральну мову за виставу «Підвали Ватикану» на 3-му Фестивалі премʼєр у ; Бидгощі;
- 2005: Катовиці – VII Загальнопольський фестиваль сучасної режисури «Інтерпретації» – нагорода від одного з членів журі (Миколи Ґрабовського) за режисуру вистави «Ревізор» Миколи Гоголя в Драматичному театрі ім. Єжи Шанявського у Валбжиху;
- 2005: Ополе – XXX OKT – нагорода за режисуру та музичне оформлення вистави «...дочка Фіздейки» за Віткацієм у Драматичному театрі ім. Єжи Шанявського у Валбжиху
- 2005: Цешин – XVI Театральний фестиваль «Без кордонів» – нагорода «Зламаний шлагбаум» та грошова премія від Міністерства культури за виставу «...дочка Фіздейки» за Віткацієм у Драматичному театрі ім. Єжи Шанявського у Валбжиху;
- 2005: Торунь – XXV Міжнародний театральний фестиваль «Контакт» – нагорода найкращому молодому митцю за режисуру вистави «...дочка Фіздейки» за Віткацієм у Драматичному театрі ім. Єжи Шанявського у Валбжиху;
- 2005: Гданськ – індивідуальна нагорода за виставу «H.» у Театрі «Вибжеже» в Ґданську в межах конкурсу Фундації Theatrum Gedanense на найкращу постановку творів Вільяма Шекспіра в Польщі у сезоні 2004/2005;
- 2005: Гданськ – Фестиваль Театру «Вибжеже» – глядацька нагорода за найкращу виставу сезону 2004/2005 – за спектакль «H.» за мотивами  Вільяма Шекспіра;
- 2005: Вроцлавська театральна премія за виставу «Заводний апельсин» за романом Ентоні Берджесса у Вроцлавському театрі сучасності імені Едмунда Вєрцінського;
- головна нагорода «Зламаний шлагбаум» за виставу «Ревізор» за Гоголем на 15-му Міжнародному театральному фестивалі «Без кордонів» у Цешині;
- 2006: Премія Paszport „Polityki” за новаторське й сміливе прочитання класики, за пристрасть і наполегливість, з якими він діагностує стан польської дійсності та досліджує силу національних міфів;
- 2008: Гран-прі за «Справу Дантона» на Опольських театральних конфронтаціях «Польська класика»;
- 2008: Премія імені Конрада Свинарського, яку присуджує редакція щомісячника «Teatr» — найкращому режисерові театрального сезону 2007/2008 за постановку вистави «Справа Дантона» Станіслави Пшибишевської в Польському театрі у Вроцлаві[11];
- 2009: Лавр Конрада за «Справу Дантона» на XI Загальнопольському фестивалі сучасної режисури «Інтерпретації» у Катовіце;
- 2018: Європейська театральна премія, відзнака «Нові театральні реальності» – за визначення нових тенденцій і створення нової мови театру[12].

## Зовнішні посилання
- Сторінка Klata Fest